# Märta Eriksdotter Leijonhufvud
Märta Eriksdotter Leijonhufvud (* 24. Dezember 1520 auf Gut Ekeberg, Gemeinde Lillkyrka in Närke; † 15. Januar 1584 in Stegeholm, Västervik) war eine schwedische Adlige, die aufgrund ihres politischen Einflusses als Schwester der Königin Margareta Eriksdotter Leijonhufvud und ihrer Führungsqualitäten als Gutsherrin den Beinamen Kung Märta (König Märta) erhielt.

## Leben
Märta Eriksdotter war das jüngste der sechs Kinder des schwedischen Reichsrats Erik Abrahamsson Leijonhufvud und dessen Gemahlin Ebba Eriksdotter aus dem Geschlecht der Wasa. Sie war noch nicht geboren, als ihr Vater als Unterstützer des Reichsverwesers Sten Sture beim Stockholmer Blutbad am 8. November 1520 hingerichtet wurde. Ebba Eriksdotter, die währenddessen mit ihren fünf Kindern im Kloster in Västerås Zuflucht gefunden hatte, blieb anders als die Frauen der anderen Hingerichteten in Freiheit und durfte ihren Besitz, der 500 Bauernhöfe umfasste, behalten. Märta kam knapp zwei Monate nach dem Tod ihres Vaters vermutlich auf Gut Ekeberg zur Welt und wuchs dort und auf Schloss Loholm in Gräfsnäs in Västergötland auf.
Nachdem ihre ältere Schwester Margareta 1536 die zweite Ehefrau von König Gustav I. Wasa geworden war, heiratete Märta am 3. März 1538 auf Nyköpingshus Svante Stensson Sture, den Sohn von Sten Sture und Christina Gyllenstierna. In der Literatur wird bisweilen angegeben, dass Sture eigentlich mit Margareta verlobt gewesen sei, die, während er im Zusammenhang mit der Grafenfehde in Lübeck festsaß, Ehefrau des Königs geworden war. Nachweisbar ist das jedoch nicht. Aus der Ehe mit Sture hatte Märta 15 Kinder. Märtas Mutter besaß als Verwandte und Schwiegermutter des Königs großen Einfluss am Hof. Auch Märta und ihr Ehemann Svante Sture, mütterlicherseits ein Cousin des Königs, gehörten zu dessen engen Vertrauten. Als Königin Margareta 1551 starb, fiel Märta und ihrer Schwiegermutter die Erziehung der acht Kinder zu, die die Mutter überlebt hatten. Im folgenden Jahr heiratete der König die 17-jährige Katharina Stenbock, die Tochter von Märtas ältester Schwester Brita.
1560 starb Gustav I. Wasa und sein Sohn Erik XIV. aus erster Ehe folgte ihm nach. In dessen ersten Regierungsjahren behielten Märta und Svante ihre Vertrauensstellung am Hof. 1561 wurde Svante zum Grafen von Stegeholm und Västervik und Freiherrn von Hörningsholm ernannt. Doch spätestens im Zusammenhang mit dem Beginn des Dreikronenkrieges richtete sich der krankhafte Verfolgungswahn des Königs gegen die angesehene Sture-Familie, obwohl Svante und seine drei ältesten Söhne treu an seiner Seite kämpften. Während ihr Mann im Krieg weilte, verwaltete Märta die Güter und setzte auch mindestens einmal eigenmächtig einen Priester ein. Es gelang ihr, ihre Wälder gegen die Begehrlichkeiten der königlichen Werft zu verteidigen. Der zweite Sohn Sten (* 1544) fiel am 7. Juli 1565 als Vize-Admiral der schwedischen Flotte in der Seeschlacht bei Bornholm gegen eine Dänisch-Lübecker Flotte, nachdem er erfolgreich das Schiff des dänischen Admirals erobert hatte.
Im folgenden Jahr erregte Märtas ältester Sohn Nils (* 1543) den Argwohn des Königs, als er sich bei der Belagerung der Festung Bohus auszeichnete. Erik XIV., der fürchtete, der Sture-Sohn trachte nach seinem Thron, ließ ihn als angeblichen Verräter verhaften und foltern, doch Nils Sture wurde vom Reichsrat freigesprochen. Ein Jahr später lud der König Svante Sture und dessen Söhne Nils und Erik (* 1546) auf sein Schloss Svartsjö, ließ sie verhaften und ihnen und einigen weiteren Adligen, darunter Märtas Bruder Sten Leijonhufvud, auf dem Reichstag in Uppsala wegen Hochverrats den Prozess machen. Märta versuchte, zu ihrem Mann und ihren Söhnen zu gelangen, wurde aber abgefangen und auf einem Bauernhof festgesetzt. Aus der Gefangenschaft schrieb Märta an Karin Månsdotter, die Geliebte des Königs, und dessen achtjährige uneheliche Tochter Virginia aus einer früheren Beziehung und flehte sie an, sich für ihren Mann und ihre Söhne einzusetzen. Diese Briefe sind erhalten geblieben.

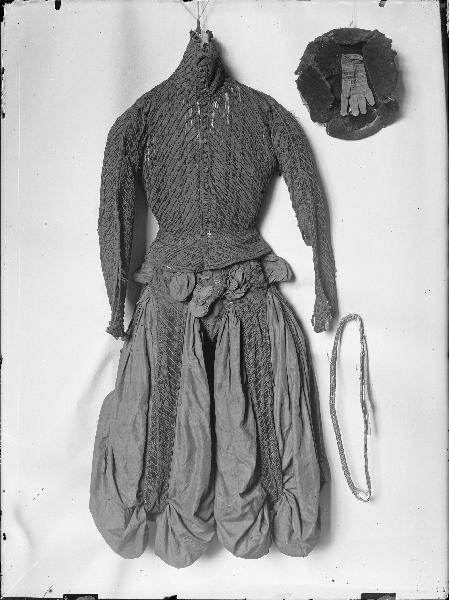
Erik Stures Kleider im Dommuseum in Uppsala

Am 24. Mai 1567 besuchte der König die Gefangenen auf Schloss Uppsala, entschuldigte sich und stellte ihnen die Freiheit in Aussicht, griff dann aber unvermittelt Nils mit dem Messer an und gab anschließend den Befehl, auch Svante und Erik Sture und die übrigen Gefangenen zu töten. Nur Sten Leijonhufvud überlebte auf ausdrücklichen Befehl des Königs, "Sten" zu verschonen. Der König bereute seine Tat bald und entschuldigte sich bei Märta. Sie forderte für sich und die Angehörigen der übrigen Opfer eine hohe Entschädigung, welche sie auch erhielt. Dazu behielt sie die Grafschaft und die Güter ihres Mannes. Bei der feierlichen Beisetzung der Ermordeten am 4. Juli 1567 im Dom zu Uppsala ließ Märta auch deren blutbefleckten Kleider ausstellen. Sie befinden sich heute noch im Dommuseum in Uppsala. Die sogenannten Sture-Morde wurden als Beweis für die Geisteskrankheit des Königs gewertet und führten zu seiner Absetzung.
Zu der Entschädigung, die Märta gefordert und erhalten hatte, gehörten genug Silberbarren, um den Aufstand ihrer Neffen, der Herzöge Johann und Karl, gegen ihren Halbbruder zu finanzieren. Als 1568 Erik abgesetzt wurde und Johann III. den Thron bestieg, wurde Märta als seine Tante und eine der reichsten Grundbesitzer in Schweden zur einflussreichsten Frau am Hof. Als Gräfin von Västervik bewirtschaftete sie erfolgreich die Wälder und hielt dafür eine eigene Handelsflotte.

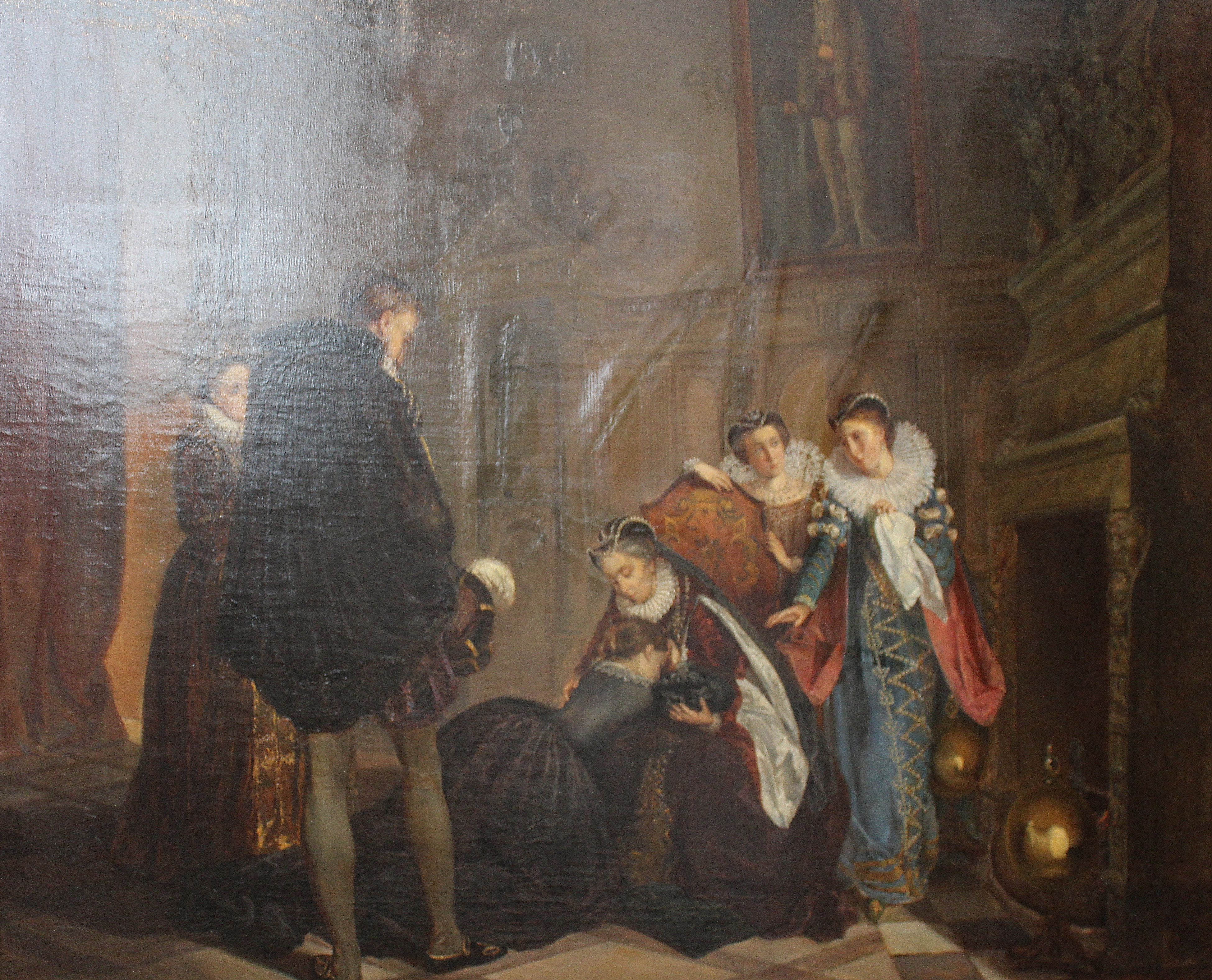
Märtas Versöhnung mit ihrer Tochter Malin (Gemälde von Oskar Anderson aus dem 19. Jahrhundert)

Ihre Tochter Magdalena (Malin) Svantesdotter Sture verursachte 1573 einen Skandal. Sie liebte seit ihrer Jugend ihren Cousin Erik Gustafsson Stenbock (1538–1602), einen Sohn von Märtas Schwester Brita (1514–1572) und deren Ehemann, dem Reichsverweser Gustav Stenbrock († 1571), sowie Bruder der Königswitwe Katharina Stenbock. In Übereinstimmung mit dem Bischof von Uppsala Laurentius Petri verbot Märta die Eheschließung im Hinblick auf die enge Verwandtschaft. Schließlich entführte Stenbock, unterstützt von Herzog Karl, 1573 seine Geliebte. Das Paar ließ sich heimlich von einem dänischen Pastor trauen. Märta veranlasste König Johann III., ihren Schwiegersohn zu verhaften, und war erst nach langem Zureden bereit, dem Brautpaar zu verzeihen. 1575 erhielt Erik Stenbock die königliche Gnade zurück und wurde zum Statthalter von Västergötland ernannt.
Märta starb am 15. Januar 1584 und wurde neben ihrem Mann und ihren ermordeten Söhnen in der Sture-Kapelle im Dom zu Uppsala beigesetzt.
Zwei ihrer Töchter, die mit Ture Nilsson Bielke verheiratete Margareta und die mit Gustaf Axelsson Banér verheiratete Kristina, erlitten dasselbe Schicksal wie Mutter und Großmutter: Ihre Ehemänner wurden zusammen mit weiteren Adligen beim sogenannten Linköping-Blutbad am 20. März 1600 von König Karl IX. hingerichtet, weil sie sich auf die Seite von König Johanns Sohn Sigismund III. Wasa gestellt hatten. Hogenskild Bielke, der Witwer ihrer Schwester Anne, blieb bis an sein Lebensende im Gefängnis. Nur Malins Mann Erik Stenbock gelang die Flucht nach Dänemark. Nach seinem Tod erhielt Malin die von der Krone beschlagnahmten Güter zurück.

## Nachkommen
Aus Märtas Ehe mit Svante Sture stammen folgende Kinder:
1. Sigrid (* 13. Dezember 1538, † 16. März 1613), ⚭ Ture Pedersson Bielke (1514–1577), Eltern von Nils Turesson Bielke
2. Malin (* 9. November 1539, † 1610), ⚭ Erik Gustafsson Stenbock (1538–1602), zu ihren Enkeln gehörten Erik und Gustaf Otto Stenbock
3. Anna (* 29. Januar 1541, † 21. Juni 1595), ⚭ Hogenskild Bielke (1538–1605 (hingerichtet))
4. Sten (* 25. Februar 1542, † 1542)
5. Nils (* 20. Juni 1543, † (ermordet) 24. Mai 1567)
6. Sten (* 4. November 1544, † 7. Juli 1565 in der Seeschlacht von Bornholm)
7. Erik (* 18. Mai 1546, † (ermordet) 24. Mai 1567)
8. Margareta (* 16. November 1547, † 8. Dezember 1617), ⚭ Ture Nilsson Bielke (1548–1600 (hingerichtet))
9. Gustaf (* 20. Dezember 1548, † als Kind)
10. Iliana (* um 1550, † 24. Februar 1556)
11. Mauritz (* 24. November 1552, † 14. März 1592), Nachfolger seiner Mutter als Graf von Västervik und Herr zu Hörningsholm. Mit seiner Enkelin Anna Margareta Sture (1615–1646) starb das Adelsgeschlecht der Sture aus.
12. Karl (* 13. Dezember 1555, † 24. Januar 1598)
13. Brita (* 11. April 1557, † zu einem unbekannten Zeitpunkt)
14. Iliana (* 24. Dezember 1558, † zu einem unbekannten Zeitpunkt)
15. Kristina (* 22. Dezember 1559, † 4. Januar 1619), ⚭ Gustaf Axelsson Banér (1547–1600 (hingerichtet))

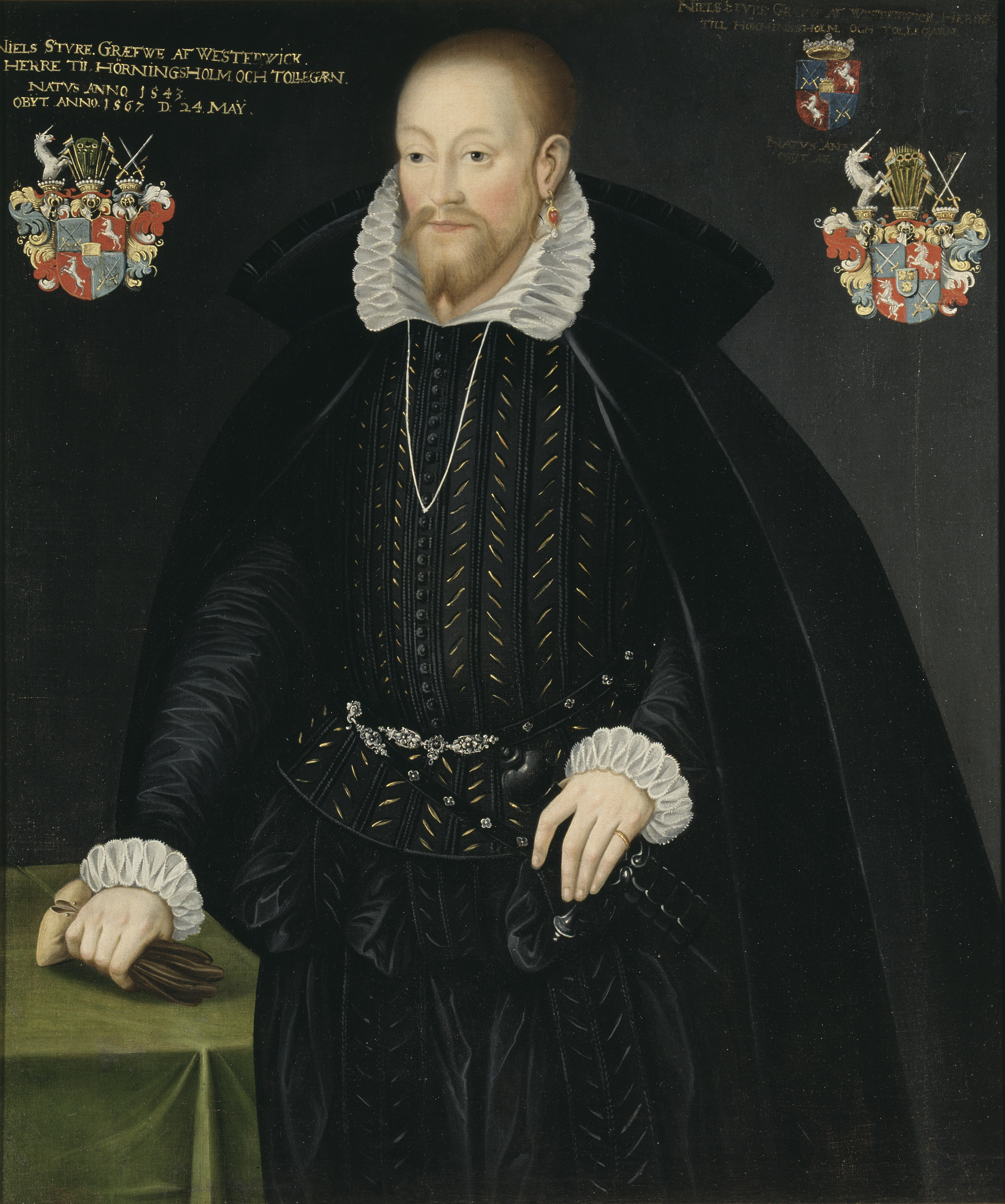
Nils Sture
Erik Sture
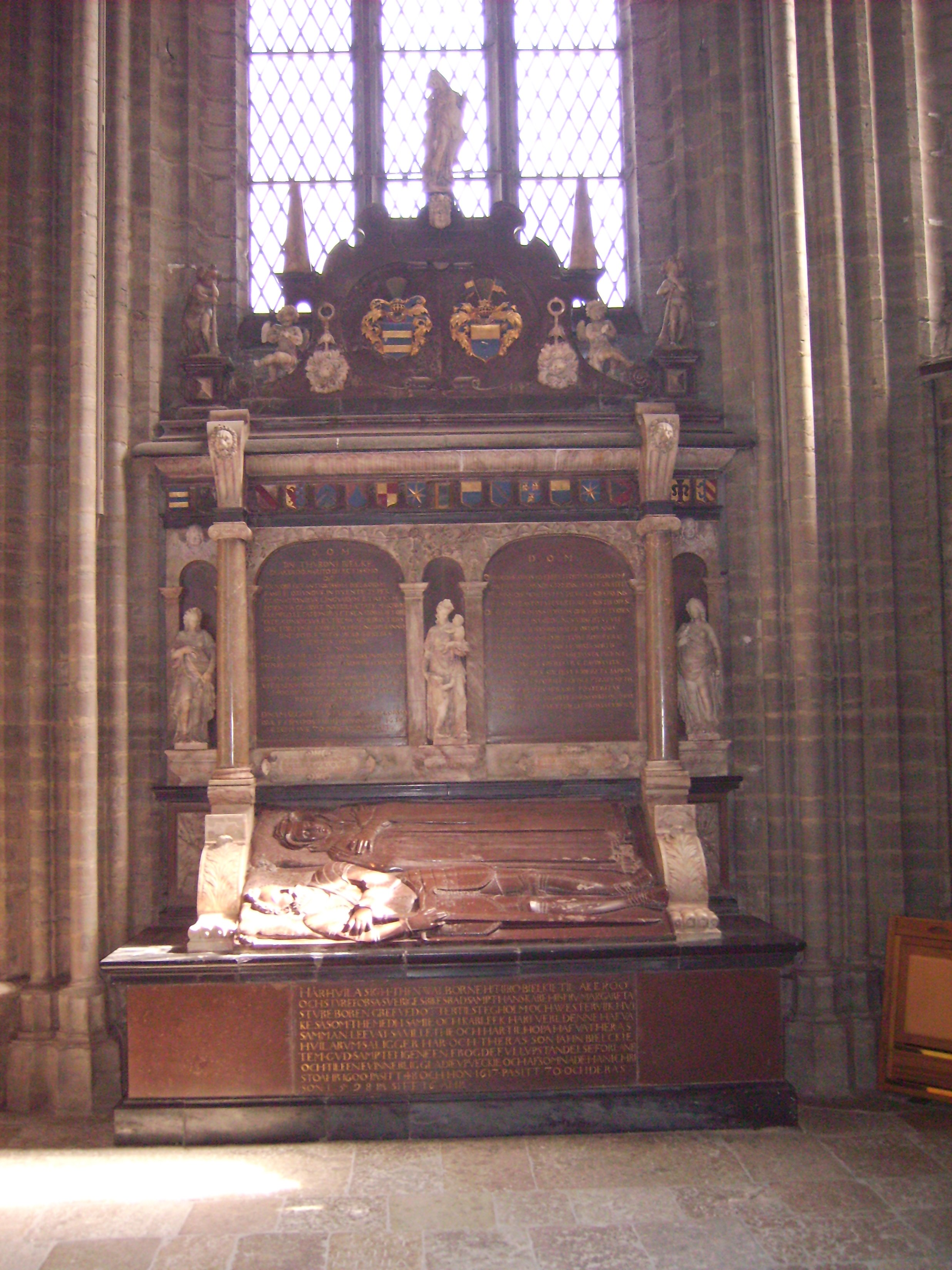
Grabmal von Margareta und ihrem Mann Ture Bielke im Dom zu Linköping
Mauritz Sture
Kristina Sture